# Die Thomas Crown Affäre
Die Thomas Crown Affäre (Originaltitel: The Thomas Crown Affair) ist ein US-amerikanischer Kriminalfilm aus dem Jahr 1999 von John McTiernan mit Pierce Brosnan und Rene Russo in den Hauptrollen. Es handelt sich um eine Neuverfilmung des 1968 erschienenen Films Thomas Crown ist nicht zu fassen.

## Handlung
Thomas Crown ist ein Wall-Street-Finanzier, der über seine Firma Crown Acquisitions Unternehmensbeteiligungen erwirbt und mit Gewinn wieder verkauft. Abseits des Geschäfts vertreibt er sich mit allen möglichen Aktivitäten die Zeit und versucht dabei, Nervenkitzel und einen würdigen Gegenspieler zu finden. Deshalb stiehlt er unter akribischer Vorbereitung und mit einem Ablenkungsmanöver durch einen gleichzeitigen zweiten Raubversuch auf spektakuläre Weise ein 100 Millionen US-Dollar teures Gemälde von Claude Monet aus dem Metropolitan Museum of Art. Dabei vereitelt er selbst den zweiten Coup.
Neben dem zur Bearbeitung des Falls gerufenen Detective Michael McCann tritt die Versicherungsdetektivin Catherine Banning auf. Sie bemerkt die Widersprüche am Tatort und entlarvt das Ablenkungsmanöver. „Das ist ein elegantes Verbrechen, von einer eleganten Person verübt.“ Diese Person erkennt sie in dem vermeintlichen Zeugen Thomas Crown, den sie auf dem Polizeirevier trifft, wo er seine Aussage gemacht hat. Als sie den Namen Crowns auf einer Liste mit Auktionen von Monet-Gemälden findet, ist sie sicher, dass er diese Person ist.
Auf einem Empfang, bei dem Crown dem Museum ein Gemälde als Leihgabe übergibt, nimmt Banning Kontakt mit ihm auf und verbirgt keineswegs ihre Absichten: „Es geht um Ihren Kopf, Mr. Crown.“ Die attraktive und intelligente Frau fasziniert Crown. Er sieht in ihr eine „würdige Gegnerin“ und lädt sie zum Dinner ein.
McCann ist von Bannings Vorgehen wenig begeistert, die gibt sich jedoch abgeklärt: „Ich werde eine Weile mit ihm spielen.“ Eine Hausdurchsuchung bei Crown bleibt derweil erfolglos.
Auch Crown spielt mit Banning, kommt ihr näher und verbringt schließlich eine gemeinsame Nacht mit ihr. Er nimmt sie mit auf sein Anwesen auf Martinique, was er sonst jedoch nie tue. Mit dabei ist eine Holzkiste in der Größe des gesuchten Gemäldes. Banning widersteht der Versuchung hineinzusehen. Sie wirft die Kiste schließlich ins Feuer. „Es ist alles nur ein Spiel.“ Als McCann Banning Bilder von Crown und einer blonden Frau zeigt, reagiert sie eifersüchtig. Sie lässt bei Crown einbrechen und präsentiert stolz den Monet, der sich jedoch als Fälschung herausstellt. Es zeigt sich, dass die Fälschung auch an den Rändern exakt ist, die sonst vom Rahmen verdeckt sind, der Fälscher hat also vom ungerahmten Original abgemalt.
Banning will Crown warnen und trifft eine Blondine bei ihm. Er bietet Banning an, mit ihm zu fliehen oder ihn später im Museum verhaften zu lassen. Banning ist ratlos und wendet sich schließlich doch an die Polizei. Dort erfährt sie, dass die Blondine früher Crowns Mündel war – und eine begabte Fälscherin ist. In einem raffinierten Verwirrspiel mit einer Vielzahl Doppelgänger schüttelt Crown die Polizei im Museum ab, entwendet ein weiteres Bild und enttarnt seine Leihgabe als den gestohlenen Monet mittels einsetzender Sprinkleranlage, die die Wasserfarbe, mit der das Bild übermalt worden war, abwäscht. McCann resümiert Banning gegenüber: „Dann hat er die ganze Zeit gewusst, dass Sie ihn verraten werden.“ Er sehe in Crown keinen gefährlichen Verbrecher und werde ihn deshalb nicht besonders energisch verfolgen, denn es gehe nur um „Farbkleckse auf Leinwand.“ „Grüßen Sie ihn von mir.“
Banning eilt zum Treffpunkt, wo nur ein Bote auf sie wartet, der ihr die neue Beute überreicht. Sie lässt das Bild am Flughafen zurück mit der Bitte, es der Polizei zu übergeben, und verlässt das Land. Als sie im Flugzeug zu weinen beginnt, reicht Crown ihr von der hinteren Reihe ein Taschentuch. Sie klettert nach hinten, bearbeitet ihn mit den Fäusten und fällt schließlich in seine Arme.

## Drehorte
Die Dreharbeiten fanden in mehreren Teilen von New York City statt, unter anderem im Central Park. Als Büroräume von Crown dienten Räumlichkeiten der Unternehmenszentrale von Lucent Technologies. Da es unmöglich war, im Metropolitan Museum of Art zu drehen, wurde das Museum nachgebaut. Eine weitere Szene spielt an der New York Public Library.
Die Segelflugszenen entstanden am Ridge Soaring Gliderport und Eagle Field in Pennsylvania sowie am Corning-Painted Post Airport in New York.
Das Haus, das Crown als Rückzugsort in der Karibik nutzt, gehörte einer Familie, die sich schon im 17. Jahrhundert auf Martinique niederließ, wo auch weitere Szenen gedreht wurden.

## Hintergrund
Faye Dunaway ist im Film als Psychiaterin von Thomas Crown zu sehen. Dunaway spielte in der Originalverfilmung von 1968 bereits die weibliche Hauptrolle.
Catherine Banning führt in der deutschen Synchronisation des Films mit einem Verdächtigen ein Verhör in rumänischer Sprache. In der englischen Originalversion spricht sie mit dem Verdächtigen in der Szene hingegen Deutsch, was auch in der englischen Version nicht übersetzt bzw. untertitelt wurde. Der Regisseur erklärte dazu im Audio-Kommentar, Untertitel lenkten die Zuseher nur ab, und man könne die Szene auch ohne Übersetzung verstehen.
Die Gemälde, die im Film sowohl im Museum als auch in Crowns Haus gezeigt werden, sind allesamt Kopien des französischen Unternehmens Troubetzkoy Paintings Ltd. Insgesamt wurden für den Film über 150 Gemälde kopiert. Das Bild, das Thomas Crown stiehlt, ist San Giorgio Maggiore (Venedig) in der Dämmerung von Claude Monet. Das zweite gestohlene Bild ist Seine-Ufer bei Argenteuil von Édouard Manet. Bei Crowns Lieblingsbild im Museum (Spitzname „Heuhaufen“), handelt es sich um Mittagsschlaf (nach Millet) von Vincent van Gogh. Im Film ist zudem an verschiedenen Stellen das Bild eines Mannes mit Apfel vor dem Gesicht zu sehen, dabei handelt es sich um Der Sohn des Mannes von René Magritte. Auf dieses Bild bezieht sich auch der Scherz von Catherine Banning am Ende des Films, dass sie Crown beide Arme brechen werde: Der linke Arm des Mannes in Magrittes Bild ist unnatürlich verdreht, das Ellbogengelenk nach vorne durchgedrückt.
Für die Segelflugszene wurde ein Duo Discus des deutschen Segelflugzeugherstellers Schempp-Hirth verwendet. Die Nahaufnahmen wurden mit einem modifizierten Cockpit vor einem Bluescreen im Studio aufgenommen.
1982 spielte Brosnan die Hauptrolle in der Fernsehserie Remington Steele. In Folge 15 der ersten Staffel vergleicht er – wie so oft – den aktuellen Fall mit einem der Filmklassiker. Er spielt auf Thomas Crown ist nicht zu fassen mit Steve McQueen und Faye Dunaway an.

### Filmmusik
Die Filmmusik komponierte Bill Conti. Das 1968 mit dem Oscar ausgezeichnete Thema des Originalfilms The Windmills of Your Mind wird durch Sting interpretiert. Als wiederkehrendes Motiv taucht im Film an vielen Stellen das amerikanische Spiritual Sinnerman, gesungen von Nina Simone, auf.

## Kritiken
- Lexikon des internationalen Films: „Neuverfilmung der Kriminalkomödie mit Steve McQueen aus dem Jahr 1967. Wie das Vorbild mit einiger Ironie versehen, lebt der Film vorwiegend vom Schlagabtausch der Hauptfiguren sowie von einigen raffiniert inszenierten Actionszenen. Weniger gelungen sind atmosphärische Sequenzen wie die Darstellung der Lebensumstände des Kunstdiebs, die für die Anlage der Rolle bedeutend sind.“[2]

- Regine Welsch schrieb auf artechock.de: „Jede Einstellung bei McTiernan gleicht einem Gemälde, ist eine Studie in Farben und Licht. Seine Thomas Crown Affair ist ein Studiofilm und besonders spannend wird das, wenn man die Gemälde betrachtet, die Thomas Crown sammelt, die Maler, die er schätzt. Ein Monet ist das Objekt seiner Begierde und für die Impressionisten hatte es ähnlich wie für McTiernan eine besondere Bewandtnis mit den geschlossenen Räumen, den Studios. […] Film macht, gleichsam surrealistisch, das Unsichtbare sichtbar, deswegen kommt dann im grossen Finale bei McTiernan noch sehr schön ein Bild von Magritte ins Spiel als wäre es lebendig geworden, ein wahrhaft bewegtes Bild also.“[3]

- Flemming Schock schrieb auf filmspiegel.de: „Da von vornherein klar ist, dass die Affinität zwischen Überbonze und Detektivin, […] zwangsläufig zum Vereinigungsakt führt, verläuft die Spannungskurve proportional zum geschmacklosen Luxusgrad. […] Eine unfreiwillige Leistung: beispielhaft wird dem Zuschauer demonstriert, wie Prunk und Prasserei Degeneration schüren. Romantik gibt’s so wenig wie neue Einfälle, Erotik nur dadurch, dass René Russo ihre Sinnlichkeit spielen lässt und Brosnan seinen animalischen Brusthaarteppich exponiert. […] Insgesamt wird der Überschwang an Opulenz nur geringfügig durch den bodenständigen Denis Leary als natürlich sympathischen Bullen angenehm abgeschwächt. Der einzig kurzweilige Lichtblick ist dann die Auflösung der Frage um den Verbleib des gestohlenen Bildes, was jedoch nichts daran ändert, dass das Gros des Filmes so trivial ist wie die Erkenntnis, dass Reichtum auch Armut hervorbringen kann.“[4]

- Gunter Göckenjan schrieb in der Berliner Zeitung: „Diesen Film kann man genießen wie einen exotischen Cocktail unter Palmen. Schon möglich, dass etwas zu viel Zucker drin ist, offenbar wird auch unser klares Urteilsvermögen davon leicht benebelt, doch ein Genuss ist es eben doch. […] McTiernans ‚Die Thomas Crown Affäre‘ ist eine der wenigen Neubearbeitungen alter Hollywood-Filme, die es verdienen, als eigenständige Leistung gewürdigt zu werden. Statt sich darauf zu beschränken, neue Gesichter für alte Rollen zu finden, hat man hier sowohl die Geschichte als auch die Charaktere und die Stimmung für unsere Zeit neu erfunden.“[5]

- Bei Rotten Tomatoes erhielt der Film von 70 Prozent der insgesamt 102 Rezensionen eine positive Bewertung.[6]

## Auszeichnungen
Pierce Brosnan und Denis Leary gewannen einen Blockbuster Entertainment Award 2000 als beliebteste Schauspieler, Rene Russo war für den Preis als beliebteste Schauspielerin nominiert. Bill Conti war für seine Filmmusik für einen Golden Satellite Award 2000 nominiert.
Die Deutsche Film- und Medienbewertung FBW in Wiesbaden verlieh dem Film das Prädikat wertvoll.